# Маковійчук Василь Іванович

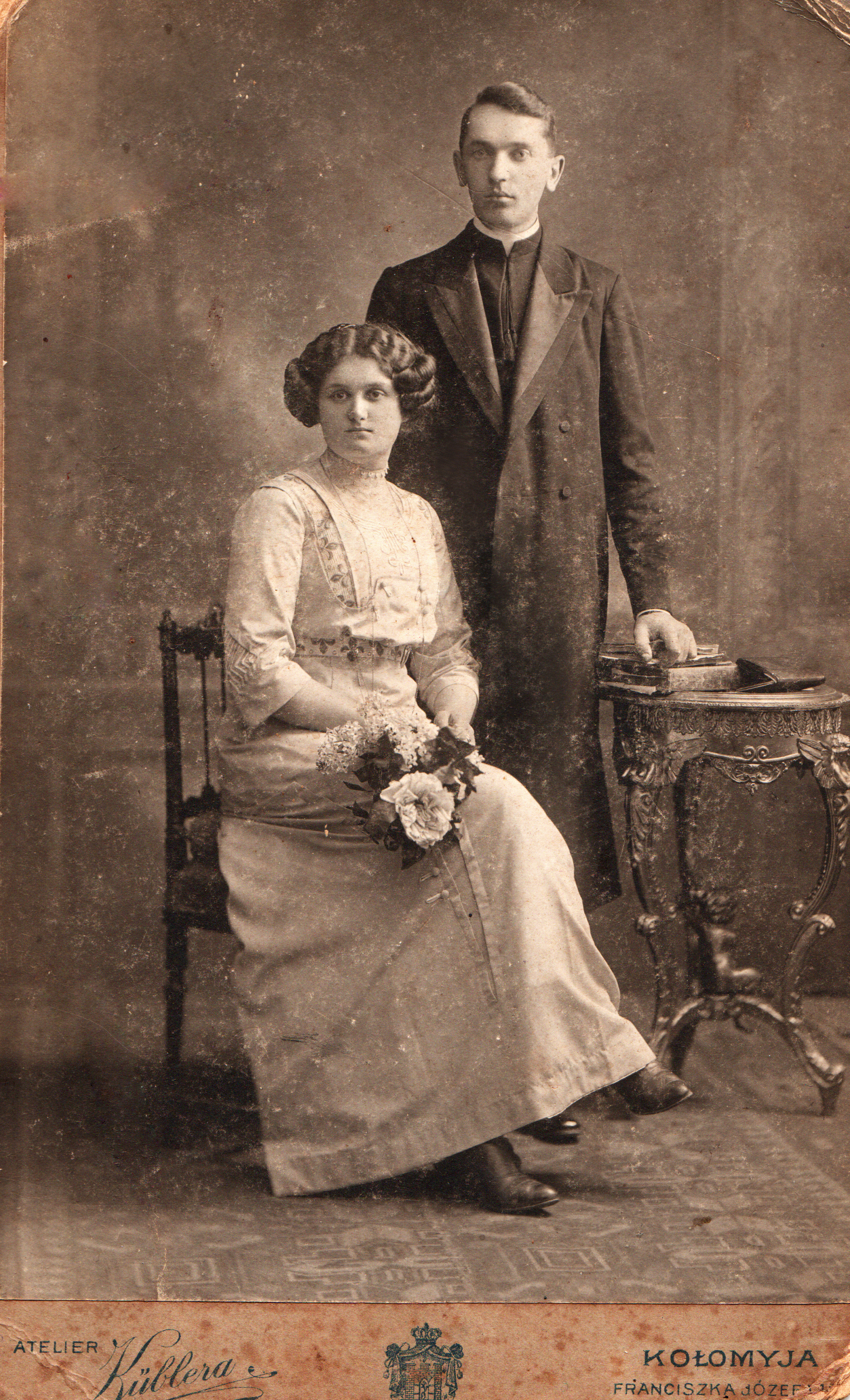
отець Василь Маковійчук з їмостею Марією, 1915 рік

Маковійчук Василь Іванович (12 квітня 1888, Дядьківці — 8 лютого 1951, Вінниця) — український греко-католицький священник, репресований польською та радянською владою.

## Життєпис
Розпочав богословські студії в Станиславівській духовній семінарії (1908 р.), закінчив Львівську духовну семінарію, 1912 року отримав сан священника. 16 липня цього ж року одружився з Марією-Аурелією, дочкою бл. п. отця Григорія Козицького пароха в Залуччю над Прутом і Ядвиги Шеренгоф. 
Душпастирську діяльність розпочав сотрудником у селі Соснова Підгаєцького повіту Зарваницького деканату Львівської архидієцезії. А з 20 червня 1915 (у шематизмі Дмитра Блажейовського — 1923) року служив на парохії в селі Хомчині (сучасний Хімчин) на Косівщині. Крім материнської церкви, отець Василь Маковійчук обслуговував дочірню церкву в Кривобродах, яка згоріла 28 червня 1987 року. Жив отець біля церкви у резиденції, збудованій 1884 року. Резиденцію «визволителі» пізніше використали під сільську раду та магазин.
1925 року всечеснійший отець Василь Маковійчук хрестив майбутнього Патріарха України-Руси Володимир (Романюк).

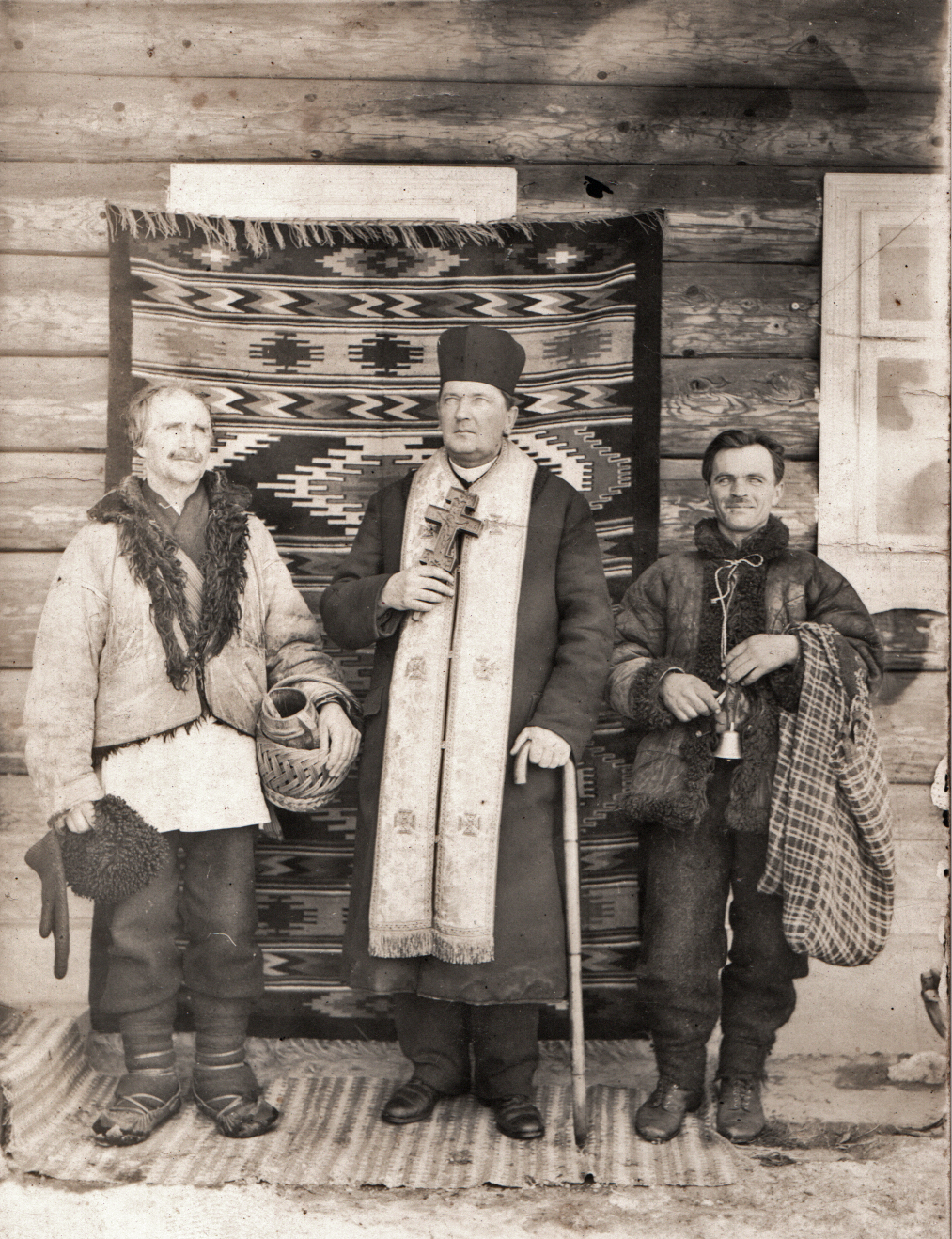

1935 року в Хімчині відбулися Святі Місії. Уділили їх Всечеснійші отці Редемптористи Василь (Величковський) та Степан Антонишин. Висповідалася вся парохія, отець Василь дуже цьому радів.
У селі отець Василь Маковійчук організував хор, читальню «Скала» (49 членів). Зусиллями отця церква отримала з Апостольської Столиці Хресну дорогу з XIV стаціями, канонічно креовану 1937 року, яка збереглася донині. Він не дозволив полякам будувати костел, виступав проти ополячування українців, за що був засуджений польською владою в липні 1939 року на вісім місяців.
З 1942 року душпастирська діяльність отця Василя відбувалася в селах Хлібичині Пільному та Борщеві на Снятинщині. Згодом він змушений був працювати під пильним оком репресивного режиму. 19 вересня 1945 року більшовики заарештували отця Василя Маковійчука, приписуючи співпрацю з німцями та антирадянську пропаганду. Доніс чекістам на отця комуніст Михайло Чайка. Справжні причини арешту були зовсім інші: отець Василь посвячував у Хімчині могилу січових стрільців, мав зв'язки з українським підпіллям. Посадили священника на бричку й повезли до Заболотова, де протримали майже два тижні, переведений до Станиславівської в'язниці. Військовим трибуналом військ НКВС Станиславської області 9 березня 1946 р. засуджений на 10 років позбавлення волі і 3 роки пораження в правах із конфіскацією майна.
Загинув 8 лютого 1951 р. у Вінницькій в'язниці, місце поховання невідоме. Реабілітований 27 вересня 1993 р. (12371 п).

## Вшанування пам'яті
2 серпня 2011 року на стіні Свято-Михайлівської церкви в Борщеві відкрито й освячено меморіальну дошку на честь священників Данила Микитюка і Василя Маковійчука.